# João Eduardo Coelho Ferraz de Abreu
João Eduardo Coelho Ferraz de Abreu OA • ComA (Sever do Vouga, Sever do Vouga, 28 de maio de 1917 — 26 de junho de 2015), licenciado em Medicina pela Faculdade de Medicina da Universidade do Porto, foi médico naval na Marinha de Guerra Portuguesa, atingindo a patente de capitão-de-mar-e-guerra e o cargo de diretor do Hospital da Marinha, exerceu importantes funções políticas no Partido Socialista e na Assembleia da República.

## Biografia
Licenciou-se em Medicina pela Faculdade de Medicina da Universidade do Porto em 1941, enveredando pela especialidade de Cirurgia, tendo trabalhado em diversos estabelecimentos hospitalares. Foi médico naval, nomeadamente no Navio Escola Sagres, sendo posteriormente director do Hospital da Marinha. Ingressou nos quadros médicos da Empresa Termoeléctrica Portuguesa tendo transitado para chefe dos serviços médicos da CPE e depois da EDP.
A 2 de Setembro de 1961 foi feito Oficial da Ordem Militar de Avis e a 17 de Abril de 1971 foi elevado a Comendador da mesma Ordem.
Foi membro do secretariado nacional e porta-voz para a saúde do Gabinete Sombra do Partido Socialista (1985 a 1987) e coordenador do Sector de Saúde no Gabinete de Estudos daquele partido político (1980 a 1988).
Entre 1989 e 1992 foi Presidente do Partido Socialista sob as lideranças de Vítor Constâncio e Jorge Sampaio.
Eleito deputado à Assembleia da República pelo círculo eleitoral do Distrito de Aveiro para as III a VI legislaturas, exerceu as funções de vice-presidente do Grupo Parlamentar do PS de 1983 a 1986, de presidente do Grupo Parlamentar do PS de 1986 a 1987, vice-presidente da Comissão Parlamentar de Saúde de 1983 a 1986.
Durante a sua actividade como deputado à Assembleia da República este envolvido na apresentação de várias iniciativas, a sua maioria na área da saúde.
Pertencendo ainda aos Grupos Parlamentares de Amizade Portugal-Chipre, Portugal-Polónia, Portugal-Reino Unido (Vice Presidente), e Portugal-Áustria.
Foi membro da Assembleia Municipal de Sever do Vouga. Em 1997, passou a presidir à Comissão do Conselho Nacional para a Política da Terceira Idade. Integrou o Conselho Geral da Fundação Portuguesa de Cardiologia.